# Europapokal der Landesmeister (Handball) der Frauen 1981/82
Der Europapokal der Landesmeister 1981/82 war die 21. Austragung des Wettbewerbs, an der 21 Handball-Vereinsmannschaften aus 21 Ländern teilnahmen. Diese qualifizierten sich in der vorangegangenen Saison in ihren Heimatländern für den Europapokal. Mit Vasas Budapest errang zum ersten Mal eine Mannschaft aus Ungarn den Pokal. Bevor sie im Finale gegen Vorjahresfinalist RK Radnički Belgrad gewannen, schalteten sie im Halbfinale Titelverteidiger und Rekordgewinner Spartak Kiew aus.

## Vorrunde
|                         | Gesamt |                        | Hinspiel | Rückspiel |
| ----------------------- | ------ | ---------------------- | -------- | --------- |
| RTV 1879 Basel          | 29:45  | PSV Grünweiß Frankfurt | 13:24    | 16:21     |
| SSV Forst Brixen        | 37:28  | Maccabi Ramat Gan      | 18:15    | 19:13     |
| Uilenspiegel Borgerhout | 21:32  | Paris Université Club  | 08:14    | 13:18     |
| HC Bascharage           | 21:56  | Hellas Den Haag        | 08:28    | 13:28     |
| Íber Valencia           | 78:25  | CD de Torres Novas     | 38:90    | 40:16     |

Vasas Budapest, SC Magdeburg, RK Radnički Belgrad, Hypobank Südstadt, Stockholmspolisens IF, Frederiksberg IF, Skogn IL, Rulmentul Brașov, Iskra Partizánske, VIF G. Dimitrow Sofia und Titelverteidiger Spartak Kiew hatten ein Freilos und stiegen damit direkt in das Achtelfinale ein.

## Achtelfinale
|                       | Gesamt |                        | Hinspiel | Rückspiel |
| --------------------- | ------ | ---------------------- | -------- | --------- |
| Vasas Budapest        | 66:30  | Paris Université Club  | 35:15    | 31:15     |
| SSV Forst Brixen      | 16:59  | SC Magdeburg           | 11:24    | 05:35     |
| RK Radnički Belgrad   | 50:30  | PSV Grünweiß Frankfurt | 29:14    | 21:16     |
| Hypobank Südstadt     | 50:40  | Íber Valencia          | 32:21    | 18:19     |
| Stockholmspolisens IF | 31:66  | Spartak Kiew           | 17:35    | 14:31     |
| Frederiksberg IF      | 39:30  | Skogn IL               | 24:13    | 15:17     |
| Rulmentul Brașov      | 39:37  | Iskra Partizánske      | 24:21    | 15:16     |
| VIF G. Dimitrow Sofia | 39:40  | Hellas Den Haag        | 23:19    | 16:21     |

## Viertelfinale
|                   | Gesamt |                     | Hinspiel | Rückspiel |
| ----------------- | ------ | ------------------- | -------- | --------- |
| SC Magdeburg      | 34:44  | Spartak Kiew        | 16:20    | 18:24     |
| Hellas Den Haag   | 43:69  | Vasas Budapest      | 28:40    | 15:29     |
| Hypobank Südstadt | 41:44  | Rulmentul Brașov    | 27:22    | 14:22     |
| Frederiksberg IF  | 40:46  | RK Radnički Belgrad | 23:16    | 17:30     |

## Halbfinale
|                     | Gesamt |                  | Hinspiel | Rückspiel |
| ------------------- | ------ | ---------------- | -------- | --------- |
| Spartak Kiew        | 40:42  | Vasas Budapest   | 25:20    | 15:22     |
| RK Radnički Belgrad | 49:43  | Rulmentul Brașov | 32:19    | 17:24     |

## Finale
Das Hinspiel fand am 2. Mai 1982 in Belgrad und das Rückspiel am 9. Mai 1982 im Budapester Vasas Sportcsarnok statt.
|                     | Gesamt |                | Hinspiel | Rückspiel |
| ------------------- | ------ | -------------- | -------- | --------- |
| RK Radnički Belgrad | 41:48  | Vasas Budapest | 22:19    | 19:29     |